# Judith aux portes de Béthulie
Judith aux portes de Béthulie est un tableau peint en 1847 par Jules-Claude Ziegler et présenté au Salon la même année. L’histoire de Judith extraite du livre de Judith est sujet à la représentation de nombreux peintres comme Artemisia Gentileschi, Le Caravage, Botticelli ou Gustav Klimt. 
Le tableau est conservé au musée des Beaux-Arts de Lyon en France.

## Historique de l'œuvre
Jules-Claude Ziegler peint de nombreuses représentations de saints et du Christ. Il copie, par exemple, Saint François de Zurbarán et l’Assomption de Murilloen. Il représente aussi Saint Georges terrassant le dragon. S'inspirant largement des textes de l'Ancien Testament, il se tourne sur le passage de Judith triomphante.
En 1840 il arrête momentanément la peinture pour la céramique. Il devient aussi l'élève et collaborateur du pionnier de la photographie Hippolyte Bayard. Ziegler réserve à chaque art un caractère qui lui est propre. Il ne mélange pas le domaine de la peinture, de la céramique et de la photographie. Il réserve à la photographie « l’extrême netteté » et à la peinture « la sobriété dans l’exécution » . Dans ses œuvres photographiques Ziegler fait preuve d'un agencement méticuleux, tandis que dans ses peintures, comme Judith, il garde un style simple dans la composition.  En 1844 il se remet à la peinture et en 1847 il peint Judith. Pour lui, seule la peinture permet d'exprimer la « supériorité de l’intelligence humaine ».

## Thème
Judith, tel que le rapporte l'Ancien Testament dans le Livre de Judith (Chapitre 13), tue
Holopherne pour sauver le peuple juif de ce conquérant  : elle invoque le Seigneur en silence, puis
« Elle s'avança alors vers la traverse du lit proche de la tête d'Holopherne, en détacha son 
cimeterre, puis s'approchant de la couche elle saisit la chevelure de l'homme et dit : « Rends-moi 
forte en ce jour, Seigneur, Dieu d'Israël ! ». Par deux fois elle le frappa au cou, de toute sa force, et 
détacha sa tête. Elle fit ensuite rouler le corps loin du lit et enleva la draperie des colonnes. Peu 
après elle sortit et donna la tête d'Holopherne à sa servante, qui la mit dans la besace à vivres, et 
toutes deux sortirent du camp comme elles avaient coutume de le faire pour aller prier. Une fois le 
camp traversé elles contournèrent le ravin, gravirent la pente de Béthulie et parvinrent aux 
portes. »
La scène proposée est la fin décrite de cet événement.

## Description
Ici, Ziegler fait impasse sur certains détails de l'Ancien Testament. Judith est représentée seule, sans sa servante : elle est l'unique protagoniste incarnant le triomphe et la libération du peuple juif. Elle gouverne le tableau, ses bras formant une diagonale entre la tête tranchée et le cimeterre, outil de la décapitation. Son corps se tient comme une balance de la justice, le bras droit tenant l'arme victorieuse, plus lourd et plus fort que la tête tenue par la main gauche. Dans le texte biblique la tête est transportée par la servante dans une besace, le peintre ici contourne cette représentation, Judith brandit fièrement par les cheveux la tête de Holopherne. 
Judith présente un type méditerranéen, la peau blanche, les cheveux noirs, des traits fins et des yeux amande. Elle est immaculée, sans aucune tache de sang, son corps paraît ferme, et son visage vif. Elle s'impose par son regard fixe et droit. Son corps est déhanché, rappelant la position du contrapposto des statues grecques. Sa taille fine est marquée par une ceinture. Judith porte sous son pardessus une nuisette, rappelant qu'elle sort du lit de Holopherne. La tête de Holopherne est tenue baissée en avant, le visage a le teint terne de la mort, la barbe et les cheveux se confondent avec le fond nocturne, seul son visage aux yeux clos et sombre parait.  
En arrière-plan, le jour n'a pas encore dominé la nuit. Le levant se confond entre une teinte orange, rappelant les bracelets et le collier de la libératrice Judith, et une couleur verte et macabre, signe de la mort de Holopherne. Le jour se lève ainsi dans un mélange de mort et de libération.

## D'autres représentations
- Donatello, Judith et Holopherne, 1455-60, bronze, Palazzo Vecchio, Florence.
- Sandro Botticelli, 
  - Le Retour de Judith à Béthulie, vers 1470, Galerie des Offices, Florence.
  - La Découverte du cadavre d'Holopherne, vers 1470, Galerie des Offices, Florence.
  - Judith quittant la tente d'Holopherne, 1495-1500, Rijksmuseum, Amsterdam.
- Andrea Mantegna, Judith saisissant la tête d'Holopherne, 1495, National Gallery of Art, Washington.  (voir)
- Giorgione, Judith, vers 1504, musée de l'Ermitage, Saint-Pétersbourg.
- Lucas Cranach l'Ancien, Judith avec la tête d'Holopherne, vers 1530, Kunsthistorisches Museum, Vienne.  (voir)
- Le Titien, Judith, 1565, (112 × 96 cm), Detroit Institute of Art
- Giuseppe Cesari, Judith avec la tête d'Holopherne, 1605-10, Berkeley Art Museum, Université de Californie.
- Giovanni Baglione, Judith avec la tête d'Holopherne, 1608, Galerie Borghèse, Rome.
- Artemisia Gentileschi, Judith décapitant Holopherne, 1612-21, Galerie des Offices, Florence.  (voir)
- Cristofano Allori, Judith avec la tête d'Holopherne, 1613, Royal Collection, Windsor.  (voir)
- Rubens, Judith avec la tête d'Holopherne, vers 1616, musée Herzog Anton Ulrich, Brunswick.
- Valentin de Boulogne, Judith et Holopherne, vers 1626, musée national des Beaux-Arts de Malte, La Vallette.
- Francesco Furini, Judith et Holopherne , 1636, Galerie nationale d'art ancien, Rome.
- Le Caravage, Judith décapitant Holopherne (vers 1598), huile sur toile, 145 × 195 cm - Galerie nationale d'art ancien, Rome (voir)
- Giulia Lama, Judith et Holopherne, vers 1730, Gallerie dell'Accademia, Venise.
- Horace Vernet, Judith et Holopherne, Pau, 1829
- Gustav Klimt
  - Judith I, 1902, Österreichische Galerie, Vienne, (voir)
  - Judith II ou Salomé, 1909, Galleria d'Arte Moderna, Venise, (voir)